# モンジュッフィ・メリーア
モンジュッフィ・メリーア（イタリア語: Mongiuffi Melia）は、イタリア共和国シチリア州メッシーナ県にある、人口約600人の基礎自治体（コムーネ）。

## 地理

### 位置・広がり
メッシーナ県南東部のコムーネ。県都メッシーナから南西へ40kmの距離にある。

#### 隣接コムーネ
隣接するコムーネは以下の通り。
- アンティッロ
- カステルモーラ
- フォルツァ・ダグロ
- ガッジ
- ガッロドーロ
- グラニーティ
- レトイアンニ
- リーミナ
- ロッカフィオリータ

## 行政

### 分離集落
モンジュッフィ・メリーアには、以下の分離集落（フラツィオーネ）がある。
- Lampeli, Larderia, Melia (sede comunale), Mongiuffi